# Fukidake
Das Fukidake (jap. 吹(き)竹, dt. „Blasbambus“), auch Fukizutsu (吹(き)筒, dt. „Blasrohr“) genannt, ist ein Blasrohr aus Japan.

## Beschreibung
Die Fukidake wurde als Jagdwaffe verwendet und kam wohl nicht als Kriegswaffe zum Einsatz. Daneben werden Blasrohre auch zum Feueranfachen ebenfalls Fukidake oder genauer Hifukidake (火吹き竹, „Feuerblasbambus“) genannt.
Die ältere Fassung besteht aus einem etwa 275 cm langen Rohr. Es ist aus zwei Teilstücken hergestellt, die zum Abschussrohr zusammengefügt werden konnten. Um die Teilstücke wurden beim Bau mehrere Lagen starken, schweren Papiers (Minogami) gewickelt um es zu verstärken und luftdicht zu machen. Am oberen Ende ist es mit einem kleinen Mundstück ausgestattet. Der Innendurchmesser des Rohres beträgt etwa 0,63 cm. Die Pfeile bestehen aus Bambus und haben am Ende Federn aus gewickeltem Papier.
Eine neuere Fassung, die von Jungen zur Vogeljagd verwendet wurden, besteht aus einem Rohr mit einer Länge von etwa 150 cm. Das Mundstück ist seitlich des Rohres angebracht und trichterförmig. Das Ende des Rohres ist ein Abschlussstück angebracht, das die Form eines Gehstocks hat. An diesem Griff ist ein hölzerner, spitzer Pfropfen angebracht, der dazu dient den am Ende eingeschobenen Pfeil vorzuschieben, bis er etwas unterhalb des Mundstückes in Schussposition liegt und verschließt das Ende des Blasrohres gleichzeitig und dichtet es ab. Die Außenseite kann mit Schnitzereien verziert sein.